# Битка код Месане
Битка код Месане вођена је 265-264. године п. н. е. Представља први окршај римске и картагинске војске у Првом пунском рату. Завршена је победом Рима.

## Битка
Мамертинци 288. године п. н. е. прелазе Месински мореуз и освајају град Месану (данашња Месина) пљачкајући и палећи околна села. Сиракушки тиранин Хијерон II им полази у сусрет и опседа их у граду. Мамертинци шаљу позиве у помоћ и Картагини и Риму. Картагина је без премишљања прихватила позив у помоћ. Римљани су се колебали јер су имали склопљен споразум са Хијероном, али нису смели дозволити да Картагињани освоје Месану јер би потом лако овладали читавим острвом, након чега би две државе делио само узак мореуз. Због тога је одлучено да се на Сицилију пошаље једна легија. Предводио ју је Апије Клаудије Каудекс и двојица конзула - Маније Валерије Масала и Маније Отацилије Крас.
Римске трупе разбиле су удружену сиракушко-картагинску војску. Ова битка представља почетак Пунских ратова. Римљани су освојили Месану и наставили са походом ка југу. Три године касније пао је и центар картагинске моћи на острву - град Агригент.